# 富井悠夫
富井 悠夫（とみい やすお、1937年4月2日 - ）は、日本の牧師、神学校教師。

## 経歴
新潟県出身。神戸改革派神学校卒業、ヘブル大学留学、カルヴァン神学校短期研修。日本基督改革派教会・堺みくに教会牧師、神戸改革派神学校教授。

## 著書
- 「レビ記」『新聖書注解』いのちのことば社
- 「詩篇」『実用聖書注解』いのちのことば社